# Szulejmán (televíziós sorozat)
A Szulejmán (eredeti címén: Muhteşem Yüzyıl (muhteˈʃæm ˈjyzjɯl), vagyis Csodálatos század) egy 2011 januárjától 2014 júniusáig vetített török történelmi ihletésű, főműsoridős televíziós sorozat, amelyet a Tims Productions készített, valamint Meral Okay és Yılmaz Şahin írt. A sorozat első évadja Törökországban 2011. január 5-től a Show TV-n, a második évadtól pedig a Star TV-n volt látható. A történet középpontjában I. Szulejmán, az Oszmán Birodalom leghosszabb ideig uralkodó és egyik legnagyobb szultánja és felesége, az oszmán történelem egyik legbefolyásosabb női szereplője, Hürrem szultána áll, aki rabszolganőből vált az Oszmán Birodalom haszeki szultánájává. A sorozat a nők szultanátusaként is ismert korszakra is rávilágít. A 2011. január 5-én kezdődő sorozat első évadzáróját 2011. június 22-én, szerdán adták, a Show TV pedig egészen a 40. epizódig, 2011. december 28-áig vetítette. A sorozat a 41. epizóddal, 2012. január 4-ével került át a Star TV-re, a második évad fináléja 2012. június 6-án volt. A sorozat harmadik évada 2012. szeptember 12-én indult, és 2013. június 19-én ért véget, az utolsó, negyedik évad pedig 2013. szeptember 18-án vette kezdetét, és 2014. június 11-én, a 139. epizóddal fejeződött be. Timur Savcı producer 2013 júliusában kijelentette, hogy a sorozat várhatóan 2014 márciusában ér véget, ám végül 2014. június 11-én, 139 epizóddal zárult le. A történet folytatása A szultána című 2015 novembere és 2017 júniusa között vetített török televíziós sorozat, amely Nagy Szulejmán halála után 37 évvel, 1603-ban veszi kezdetét, és Köszem szultána, az Oszmán Birodalom szintén egyik legbefolyásosabb női uralkodójának életét mutatja be gyermekein és unokáin keresztül, egészen 1651-es haláláig. Meral Okay kijelentette, hogy a sorozat fikció, ezért nem kell a tényeket tükröznie.
Magyarországon a sorozatot az RTL Klub vetítette 2013. január 9. és 2018. december 12. között, időszakos ismétlésekkel.

## Történet
A sorozat I. Szulejmán uralkodását (1520–1566) viszi végig. Szulejmán a török birodalom fiatal uralkodója 26 évesen megtudja, hogy apja, I. Szelim meghalt, és hamarosan megkezdődik saját uralkodása, a világ meghódítására készül. Eltökélt szándéka, hogy egy Nagy Sándor birodalmánál is erősebb birodalmat épít, és legyőzhetetlenné teszi azt. Társával, Pargali Ibrahim-mal nagy győzelmeket fog elérni, és ezzel ismertté teszi nevét a muszlim világban. Szulejmán megszilárdítja a hatalmát, Pargali Ibrahim pasa pedig nagyvezírként megerősíti a jogállamiságot az egész birodalomban, találkozik külföldi diplomatákkal, és katonai hadjáratokra készül. Mindez a Keresztény Európa és az Oszmán Birodalom közötti feszültség hátterében játszódik. Közben folyamatosan érkeznek az új háremhölgyek a szultán palotájába, köztük a gyönyörű Alexandra, aki mély benyomást tesz Szulejmánra. A szultán édesanyja, a válide és második asszonya, Mahidevran hatun azonban rossz szemmel nézik a fellángoló szerelmet és mindent megtesznek, hogy eltávolítsák az udvarból a lányt. Az asszonyok féltékenysége mellett az uralkodóra veszélyt jelentenek azok a befolyásos pasák is, akik ellenzik Szulejmán intézkedéseit és őszinte barátságát Pargali Ibrahim pasával, aki titokban szerelmes a szultán húgába, Hatidzsébe. Hatidzse fiatalon megözvegyült első férjétől, és a palotában éli mindennapjait, családja körében. Ibrahim és ő kölcsönösen megszeretik egymást, ám jól tudják, szerelmük reménytelen, mert ha Szulejmán tudomást szerezne róla, minden bizonnyal nem egyezne bele házasságukba, sőt, Hatidzse családja már ki is szemelte a lány leendő férjét, aki nem más, mint Musztafa herceg házitanítója, Mehmet Celebi. Az évek során Hürrem öt gyermekkel ajándékozza meg Szulejmánt, négy herceggel (Mehmed, Szelim, Bajazid és Dzsahángír) és egy szultánával (Mihrimah). Végül Ibrahim és Hatidzse egybekelnek és gyermekük is születik. Múlnak az évek, és Mahidevran egyre jobban aggódik Musztafa jövője miatt, akit fenyegetve érez Hürrem legidősebb fia, Mehmet által.

## Évadok
| Évad | Vetítés ideje | Tévécsatorna     | Bemutató                                | Epizódok száma | Epizódok | Tévécsatorna | Bemutató                                 | Epizódok száma | Epizódok |
| ---- | ------------- | ---------------- | --------------------------------------- | -------------- | -------- | ------------ | ---------------------------------------- | -------------- | -------- |
| 1.   | Szerda 20:00  | Show TV          | 2011. január 5. – 2011. június 22.      | 24             | 1–24.    | RTL Klub     | 2013. január 9. – 2013. szeptember 4.    | 47             | 1–47.    |
| 2.   | Szerda 20:00  | Show TV, Star TV | 2011. szeptember 14. – 2012. június 6.  | 39             | 25–63.   | RTL Klub     | 2013. szeptember 11. – 2015. április 22. | 72             | 48–120.  |
| 3.   | Szerda 20:00  | Star TV          | 2012. szeptember 12. – 2013. június 19. | 40             | 64–103.  | RTL Klub     | 2015. április 29. – 2017. február 8.     | 91             | 121–212. |
| 4.   | Szerda 20:00  | Star TV          | 2013. szeptember 18. – 2014. június 11. | 36             | 104–139. | RTL Klub     | 2017. február 15. – 2018. december 12.   | 92             | 213–305. |

## Szereplők

### Főszereplők
| Színész(nő) neve                                                                                                   | Szerepnév                   | Megjegyzés | Magyar hang                    | Évad   |
| --- | --------------------------- | --- | ------------------------------ | ------ |
| Halit Ergenç Erol Ayvaz (fiatal)                                                                                   | I. Szulejmán                | Az Oszmán Birodalom tizedik szultánja, aki apja, I. Szelim halála után, 26 évesen lépett trónra, először a sorozat első epizódjában látták lovon ülni egy vadászat során, eközben megtudja Piri Mehmed hírnökétől, hogy apja meghalt, ezután megérkezik Isztambulba és elfoglalja a trónt, első feladata Kaptan-ı Derya Cağfer Ağa pere majd kivégeztetése volt, aki tisztességtelen adót vetett ki az emberekre, és üldözte azokat, akik nem fizették az adót, I. Szelim és Ayse Hafsa Valide első fia, Hatidzse, Bejhan, Sah, és Fatma testvére, Musztafa, Mehmet, Mihrimah, Szelim, Bajazid, és Dzsahángír édesapja, Hürrem férje, az utolsó epizódban hal meg, Szigetvár ostromakor                                                                                                | Széles Tamás                   | 1–4    |
| Meryem Uzerli (1–3. évad) Vahide Perçin (4. évad)                                                                  | Hürrem szultána (Alexandra) | Igazi neve Alexandra Lisowska, egy ortodox pap lánya, ruténiai rabszolga, Szulejmán legkedvencebb ágyasa, majd felesége, később a hárem vezetője, valamint Haseki szultána, szerelmét, Leót, testvérével és anyjával együtt a krími tatárok támadják meg az apja által vezetett rituálé során, szüleit és nővérét megölik, Mehmet, Mihrimah, Szelim, Bajazid és Cihangir édesanyja, Ibrahim halála után nagy hatalomra tesz szert, fontos szerepet játszik Ibrahim és Musztafa meggyilkolásában, fia, Cihangir halála, aki nem tudta ezt feldolgozni, valamint az átélt fájdalom és lelkiismeret-furdalás következtében, egy halálos betegség miatt 1558-ban meghalt | Bognár Anna                    | 1–4    |
| Nebahat Çehre Evrim Alasya (fiatal)                                                                                | Ajse Hafsza szultána        | Szulejmán, Hatidzse, Bejhan, Sah és Fatma édesanyja, I. Mengli Giráj krími kán leánya, I. Szelim felesége és özvegye, a szultánnagyasszony, a kezdetektől Mahidevrant részesíti előnyben Hürremmel szemben, a második évad vége felé, az uralkodó egyik rosszullétekor, ő és Hürrem békét kötnek, miután értesült Nigar és Ibrahim tiltott szerelméről, lebetegedett, majd 1534-ben meghalt. Halála után átmenetileg Mahidevran, majd végleg Hürrem veszi át a helyét. | Frajt Edit                     | 1–2    |
| Okan Yalabık Gökhan Altınışık (fiatal)                                                                             | Pargali Ibrahim             | A sorozat egyik fontos szereplője, Parga városából került Manisába, később barátságot kötött Szulejmánnal, amikor még herceg volt, Szulejmán trónra lépése után Isztambulba ment vele, Mahidevran és Musztafa iránti elkötelezettségével hívja fel magára a figyelmet. 1523-ban Piri Mehmed pasa után Nagyvezír lett, Hatidzse férje, akit megcsalt Nigarral, Huricihan és Osman apja, főbizalmas, Szulejmán legjobb barátja és sógora, Hürrem és Rüsztem cselszövései és Szulejmán parancsára 1536-ban kivégezték | Viczián Ottó                   | 1–3, 4 |
| Nur Fettahoğlu Aslı Göksu (fiatal)                                                                                 | Mahidevran hatun (Gülbahar) | Szulejmán korábbi hitvese, Musztafa herceg édesanyja, Szulejmán trónra lépésekor Isztambulba költözik fiával, Musztafával, a kezdetektől hatalmi harcban állt Hürremmel, amelyben a Valide, Ibrahim, és később, a harmadik évadtól Hatidzse is a segítségére lesz, a Valide halála után átmenetileg elvállalta a hárem irányítását, de később elbocsátották a tisztségéből, ezután fiával Manisába költöznek, idővel Hürrem intrikái miatt Musztafa elvesztette hatalmát Manisában, és Szulejmán parancsára Amasyába költözött. Mahidevrannak vele kellett mennie. Fia meggyilkolása után száműzetésbe került, és hosszú ideig szegénységben élt Bursában, két szolgálójával, Juszuffal és Fidannal, a sorozat vége felé, miután kiderült Hürrem betegsége, halála előtt, békét kötnek | Kisfalvi Krisztina             | 1–4    |
| Selma Ergeç (felnőtt) Ece Yüksel (gyermek)                                                                         | Hatidzse szultána           | I. Szelim és Ayse Hafsa Valide lánya, Szulejmán, Beyhan, Şah és Fatma testvére, családja kérésére férjhez ment Iskender pasához, de fiatalon megözvegyült, amikor férje nem sokkal később meghalt, Szulejmán trónra lépése után titkos szerelmi viszonyt folytatott Ibrahimmal, majd össze is házasodtak, Huricihan és Osman anyja, Hürrem legnagyobb riválisa Ibrahim halála után, a harmadik évad végén két évig fogságban tartja Hürremet, amikor ezt az uralkodó számonkérné rajta, mérget ivott és öngyilkos lett, bátyja karjaiban halt meg | Solecki Janka                  | 1–3, 4 |
| Mehmet Günsür (felnőtt) (2–4. évad) Tunç Oral (1–2. évad) (tinédzser) Yusuf Berkan Demirbağ (kisgyermek) (1. évad) | Musztafa herceg             | Szulejmán és Mahidevran egyetlen gyermeke, a szultán legidősebb fia, az első trónörökös, Hürrem és Rüsztem cselszövései következtében az uralkodó 1553-ban kivégeztette | Czető Roland Straub Norbert    | 1–4    |
| Gürbey İleri (felnőtt) (3.évad) Arda Anarat (gyermek) (1–3. évad)                                                  | Mehmet herceg               | Szulejmán és Hürrem első fia, valamint Musztafa testvére, akit a riválisának tartottak, Mahidevran cselszövései következtében megölték | Molnár Áron Boldog Gábor       | 1–3    |
| Pelin Karahan (felnőtt) (3–4. évad) Melis Mutluç (gyermek) (2–3. évad) Ayda Acar (kisgyermek) (1–2. évad)          | Mihrimah szultána           | Szulejmán és Hürrem egyetlen lánya, és második gyermeke, erős támasza édesanyjának, mindenben számíthat rá. Gyermekkorában szerelmes volt Bali bégbe, majd egy ideig Taşlıçalı Yahyával találkozgat, de ez a kapcsolat később véget ér, Szelim nővére, amikor elérte a házassági kort, anyja kérésére feleségül vette Rüsztem pasát, bár a szíve választottja mindig is Bali bég volt, 2 gyermeke van. Később Nurbanu ellensége, a sorozat utolsó epizódjában, felismerve Szelim és Nurbanu győzelmét, elhagyta a palotát, és Edirnébe költözött | Csuha Bori Koller Virág        | 1–4    |
| Ozan Güven | Rüsztem                     | Horvátországból toborzott államférfi, Nigar majd Mihrimah szultána férje, aki köztudottan közel áll Hürremhez, legfőbb szövetségese Ibrahim és Musztafa ellen, később az Oszmán Birodalom nagyvezíre, előtte disznópásztor majd főlovász volt, Atmaca 1561-ben selyemzsinórral megfojtotta, Mihrimah terve szerint | Pál Tamás                      | 3–4    |
| Engin Öztürk (felnőtt) (4. évad) Yiğit Üst (gyermek) (1–3. évad)                                                   | Szelim herceg               | Az Oszmán Birodalom tizenegyedik szultánja, Szulejmán és Hürrem harmadik gyermeke és második fia, aki harcol a trónért testvérével, Bajaziddel, végül az utolsó epizódban, apja, Szulejmán halála után lépett trónra, III. Murád apja | Markovics Tamás Bogdán Gergő   | 1–4    |
| Merve Boluğur | Nurbanu szultána (Cecilia)  | Igazi neve Cecilia Venier-Baffo, egy velencei nemesi család lánya, akit Hajreddin Barbarossa rabszolgaként hozott a fővárosba, később Szelim herceg ágyasa, majd felesége, III. Murád, Şah, Gevherhán, és Eszmehán édesanyja, Mihrimah után, fia trónra lépésekor Valide szultána, feladata, hogy engedelmeskedjen Hürrem parancsainak és mindenről tájékoztassa őt, később megromlik a kapcsolata Hürremmel, megölte Nazenint, Ibrahim és Hatidzse lányát, Huricihant, valamint Bajazid feleségét, Defnét | Erdős Borcsa                   | 4      |
| Aras Bulut İynemli (felnőtt) (4. évad) Erhan Can Kartal (gyermek) (2–3. évad)                                      | Bajazid herceg              | Szulejmán és Hürrem negyedik gyermeke, aki a trónért vívott harcban vereséget szenvedett testvérével, Szelimmel szemben, és az iráni sahhoz menekült. 1561-ben 5 fiával együtt megölték | Magyar Bálint                  | 2–4    |
| Tolga Sarıtaş (felnőtt) (4. évad) Aybars Kartal Özson (gyermek) (2–3. évad)                                        | Dzsahángír herceg           | Szulejmán és Hürrem ötödik gyermeke, aki púposan született, nem sokkal Musztafa meggyilkolása után halt meg | Pálmai Szabolcs                | 2–4    |
| Filiz Ahmet | Nigar Kalfa                 | Kalfa a háremben, rabszolgának adták el az oszmán palotába, az ágyasok rendjének fenntartásáért volt felelős, Hürrem régi barátja és segítője, később főkincstárnok, Hatidzse szultána és Ibrahim pasa bizalmasa majd Ibrahim szeretője és törvénytelen gyermeke, Esmanur édesanyja, névházasságban Matrakos, majd Rüsztem felesége, Ibrahim halála után különböző tervekkel összefogott Hatidzsével, Gülfemmel és Şah szultánával Hürrem és Rüsztem ellen, a harmadik évad vége felé, annak okán, hogy szeretné megtalálni a lányát, elrabolja Rüsztem és Mihrimah kislányát, majd miután egy szikla szélén visszaadja Rüsztemnek, öngyilkos lesz, leveti magát a hegyről a szakadékba                                                                                                | Kökényessy Ági                 | 1–3    |
| Selim Bayraktar | Sümbül Ağa                  | A hárem egyik kasztrált főagája, a lányok legfőbb védelmezője, Şeker Ağa barátja, Gül Ağa, Kiraz Ağa majd Merçan Ağa ellensége, Gül Ağa távozása, és a Valide halála után Hürrem legfőbb bizalmasa, halála után Mihrimah szolgálója. Az utolsó epizódban, az uralkodó halála előtt, a kiürült háremben sétálva emlékszik vissza a múltra, mielőtt elhagyná a palotát. | Galbenisz Tomasz               | 1–4    |
| Selen Öztürk | Gülfem Hatun                | Az 1510-es években került a hárembe, Szulejmán első hitvese, és első gyermeke, Murád édesanyja, a baba himlőben elhunyt, később a hárem főkincstárnoka, a Valide, Mahidevran, később Şah szultána támogatója és szövetségese, Hatidzse udvarhölgye, legfőbb bizalmasa, és lelki társa, Hatidzse halála, és Şah szultána távozása után, Fatma szultána támogatója és szövetségese, a sorozat vége felé, Fatma szultána távozása után Hürrem, majd halála után Mihrimah szolgálatába állt, ekkor ismét a hárem főkincstárnoka, egészen haláláig | Tóth Szilvia Sipos Eszter Anna | 1–4    |
| Fatih Al | Matrakçı Nasuh              | Beceneve Matrakos, matematikus, történész, kalligráfus, geográfus, miniaturista, feltaláló, Bali bég barátja, Ibrahim bizalmasa, azonban az uralkodó is a kegyeibe fogadta őt, névleg egy ideig Nigar férje. A negyedik évadban már nem játszott túl nagy szerepet, barátságban volt Bayezid herceggel, Szulejmán és Hürrem fiával. Egy idő után Szulejmán Manisába és Kütahyába küldte, hogy ellenőrizze a hercegek kormányzását. Hazatérése után eltitkolta Szulejmán elől Szelim uralkodásának igazságát. Amikor kiderült az igazság, a szultán száműzte. Egy idő után megírta Szulejmán életrajzát, majd valószínűleg meghalt, feltehetően 1564 körül | Karácsonyi Zoltán              | 1–4    |
| Burak Özçivit | Malkocsoglu Bali            | Szulejmán bégje és barátja, oszmán katonai parancsnok, a szultán titkos kamrájának őrzője, akibe Mihrimah reménytelenül szerelmes. Matrakos és Ibrahim barátja. A második évad vége felé kiderült a viszonya Aybigével, emiatt ki akarták végezni, de Musztafa úgy döntött, hogy csak száműzzék, és rajtaütő katonaként teljesít szolgálatot a szülőföldjén. A harmadik évadban, Ibrahim halála után visszatér, és újra az uralkodócsalád szolgálatába áll, az évad végén végleg elhagyja a palotát, és visszatér a szülőföldjére. A negyedik évadban Fatma szultána megemlíti Rüsztemnek és Mihrimahnak, hogy megházasodott, és családot is alapított | Varga Rókus                    | 2, 3   |

### Vendég–mellék–epizód–és egyéb szereplők
| Színész(nő) neve                                                        | Szerepnév                       | Megjegyzés | Magyar hang                                            | Évad    |
| ----------------------------------------------------------------------- | ------------------------------- | --- | ------------------------------------------------------ | ------- |
| Sema Keçik Karabel                                                      | Daye Hatun                      | A hárem vezetője Szümbül és Nigar mellett, a Valide legfőbb bizalmasa, később titokban elárulta őt, és Hürremet kezdte támogatni, ekkor a Valide elvette tőle a hárem vezetését, és átmenetileg Gülşah veszi át a helyét, az uralkodó dajkája, amikor Nigar miatt megüti Arefe-t, a bábaasszonyt, száműzik a palotából, azonban a Valide rosszullétekor visszahívják, a Valide halála után elhagyta a palotát és öngyilkos lett, felakasztotta magát egy szomorú jelenettel abban a fogadóban, ahol szolgált | Menszátor Magdolna                                     | 1–2     |
| Yüksel Ünal                                                             | Şeker Ağa                       | A palota főszakácsa, Szümbül barátja, az első három évadban jelenik meg, további sorsa ismeretlen | Vida Péter                                             | 1–3     |
| Nihan Büyükağaç                                                         | Gülşah Hatun                    | Mahidevran szolgálója, legfőbb bizalmasa és cinkosa, aki Hürrem iránti gyűlöletével, és Mahidevran iránti hűségével hívja fel magára a figyelmet, egy ideig a Valide szolgálója, Nigar, Gül Ağa, Daye, majd Fatma riválisa. Miután azonban Mahidevran elbocsátotta szolgálatából, Hürrem segédje lett Szümbül Ağa mellett. Hürrem cselszövései, és az egyik Hatidzse elleni merényletkísérlet következtében Nigar megöli | Törtei Tünde                                           | 1–3     |
| Sabina Ajrula Toziya                                                    | Afife Hatun                     | Daye Hatun utódja lesz a háremben, Hatidzse, majd Hürrem szolgája és bizalmasa, Yahya Efendi édesanyja, Firuze egyik védelmezője, az uralkodó egykori szoptatós dajkája, miután Gülfem lemondott a kincstárnoki rangról, ő került a helyére, Hürrem 1549-es meggyilkolási kísérlete után a fejére hulló nehéz szikla okozta sérülés, és idős kora miatt megbetegedett és meghalt | Andresz Kati                                           | 3–4     |
| Pınar Çağlar Gençtürk                                                   | Bejhan szultána                 | I. Szelim és Ayse Hafsa Valide lánya, Szulejmán, Hatidzse, Şah és Fatma testvére, Ferhad pasa felesége, miután bátyja Szulejmán kivégeztette a férjét, megszakította kapcsolatait a palotával, Hatidzse halála után ő nevelte fel Huricihant és Oszmánt | Ősi Ildikó                                             | 1, 2, 3 |
| Mehmet Özgür                                                            | Damat Cselebi Lütfi             | Pasa, Şah szultána férje, Esmehan Baharnaz szultána édesapja, később 1539 és 1541 között vezír Ayas pasa halála után, Damaszkusz kormányzója, Anatólia helytartója, valamint Rumélia kormányzója, a harmadik évad vége felé egy prostituált asszony megbélyegzése miatt összeszólalkozik feleségével, aki kijelentette hogy elválik tőle, ekkor kezet emel rá, amikor az uralkodó ezt megtudja, kidobja a dívánból, és száműzi Görögországba, Dimetokába | Barabás Kiss Zoltán                                    | 3       |
| Deniz Çakır                                                             | Sah szultána                    | I. Szelim és Ayse Hafsa Valide lánya, Szulejmán, Hatidzse, Fatma és Beyhan testvére, Lütfi pasa felesége, Esmehan Baharnaz szultána édesanyja, Hürrem ellensége, testvére Hatidzse meghívására érkezik a fővárosba, hogy együtt véget vessenek Hürrem hatalmának, ami nem sikerül nekik, Hürrem eltűnésekor Mihrimah kiutasította a palotából, ezt követően elhagyja a fővárost, és lányával, Eszmehannal kolostorba vonulnak | Peller Anna                                            | 3       |
| Meltem Cumbul                                                           | Fatma szultána                  | I. Szelim és Ayse Hafsa Valide lánya, Szulejmán, Hatidzse, Şah és Beyhan húga, Kara Ahmed pasa felesége, Hürrem ellensége, Musztafa kérésére érkezett a palotába Huricihannal, egy ideig Elkas Mirza jegyese, miután szolgálója, Melek vallomásából kiderül, hogy csapdát állított Hürremnek, az uralkodó elküldte a palotából, az öröm és a szórakozás szultánájaként is ismert | Peller Mariann                                         | 4       |
| Tansel Öngel (1–2. évad) Erman Saban (2–3. évad)                        | Alvise Gritti                   | Szulejmán szolgája, Andrea fia, az Oszmán Birodalom egyik leggazdagabb kereskedője volt, Ibrahim jó barátja, a Magyar Királyságban befolyásos velencei politikus, Magyarország régense 1530 és 1534 között | Rajkai Zoltán                                          | 1–3     |
| Ezgi Eyüboğlu                                                           | Aybige hercegnő                 | Száhib Giráj lánya, krími hercegnő, a Valide unokahúga, Hürrem barátnője, Bali bég második szerelme, de Musztafa jegyese lesz, miután kiderült a viszonya Bali béggel, visszatért a Krímre | Nemes Takách Kata                                      | 2, 3    |
| Ayşe Özdemir                                                            | Gabriella                       | Itáliai nemes hölgy, Musztafa ágyasának, Rümeysa szultánának a testvére, Musztafa és Mahidevran vendégeként érkezett, hogy különleges kiváltságokat kérjen. A szultána először kedvelte, de nagyon gyanakvó volt. Gabriella később arról is beszámolt, hogy a hajóját felgyújtották. Mahidevrannak már nem tetszett, hogy Gabriela olyan gyakran látogatja a palotát, és úgy hitte, hogy azért teszi ezt, hogy közelebb legyen a fiához. Később kiderült, hogy Gabriela nem magának kért kiváltságokat, hanem egy férfinak, aki tudta, hol van az eltűnt nővére. Kiderült, hogy a férfi valójában nem tudta, hol van a nővére, de azt tudta, hogy Musztafa herceg háremében van. Kiderült, hogy Rümeysa valószínűleg Gabriela nővére. Rábeszélte, hogy menjen vele Genovába, de Rümeysa inkább a háremben maradt, mivel nem emlékezett rá, hogy lett volna nővére. Végül Gabriella elhagyta a palotát, és többé nem szerepelt a sorozatban. Nem ismert, hogy valójában a manisai rabszolga húga volt e. A bűn tükrét ajándékozta Mahidevrannak, ha egy férfi bűn elkövetése után belenéz ebbe a tükörbe, a tükör megreped | Zakariás Éva                                           | 3       |
| Tuncel Kurtiz                                                           | Mehmet Ebussuud Efendi          | Iszlám tudós, bíró, főmufti, aki Al-Iszlám sheikké vált Szulejmán uralkodása alatt, 1545-ben, mielőtt Şeyhülislam lett volna, Bursa és Isztambul bírája volt, ismeretes azokról a törvényekről, amelyeket Isztambul bírájaként átírt, és a Korán értelmezéséről | Áron László                                            | 3–4     |
| Serdar Orcin                                                            | Sinan Pasa                      | Admirális és vezető az Oszmán Birodalomban, 1550 és 1553 között az oszmán haditengerészet kormányzója volt, Rüsztem pasa testvére, Atmaca megölte |                                                        | 4       |
| Serkan Altunorak                                                        | Taşlıcalı Yahya                 | Musztafa herceg barátja, majd legfőbb bizalmasa, és lelki társa, Mihrimah szerelme, a korszak egyik híres költője, az uralkodó elküldi Musztafa halála után | Maday Gábor                                            | 3–4     |
| Alp Öyken                                                               | VII. Kelemen pápa               | Pápa a Vatikánban, a korabeli katolikus birodalom szellemi vezetője, akitől az európai államok királyai tanácsot kértek | Csuha Lajos                                            | 1–2     |
| Merve Oflaz                                                             | Ayşe Hatun                      | Hürrem és Szádika ellensége, Szulejmán egyik kedvenc ágyasa, Gülnihal barátnője, Szádika megölte | Balogh Anikó                                           | 1       |
| Arif Erkin Güzelbeyoğlu                                                 | Piri Mehmed                     | Szulejmán egyik pasája, volt nagyvezír, Mehmet Cselebi apja | Versényi László                                        | 1       |
| Burcu Tuna                                                              | Maria/Gülnihal Hatun            | Eredeti nevén Maria, Hürrem gyermekkori volt legjobb barátnője és szolgálója, akivel együtt érkeznek a palotába az első epizódban, Ibrahim felhasználja Hürrem ellen, aminek következtében Szulejmán egyik ágyasa lesz, emiatt Hürrem ellene fordult, és egy prémet küld neki amivel megmérgezi, de később megbocsát neki, és kibékülnek, az első évad vége felé Gülşah az egyik éjszakán Hürremnek gondolva leszúrta, miután felépült sérüléseiből, kiházasították, és elhagyta a palotát, Szümbül Ağa titokban szerelmes volt belé | Huszárik Kata                                          | 1       |
| Murat Tüzün                                                             | Hain Ahmed                      | Egyiptomi beglerbég, Szulejmán becsvágyó, ambiciózus pasája | Seder Gábor                                            | 1       |
| Gökhan Çelebi Kıvanç Kılınç                                             | Ferhad Pasa                     | Szulejmán pasája, Beyhan szultána férje, árulás miatt kivégezték |                                                        | 1       |
| Göan Çelebi                                                             | Kászim                          | Pasa, Szulejmán volt tanára és nagyvezíre, Batur apja | Izsóf Vilmos                                           | 1       |
| Kadir Çermik                                                            | II. Lajos                       | Magyar király, Szulejmán ellensége | Háda János                                             | 1–2     |
| Saadet Işıl Aksoy                                                       | Victoria/Sadıka                 | Magyar grófnő, Ariel gróf felesége, rövid ideig Szulejmán ágyasa majd szeretője a Valide terve szerint, később ellensége, Lajos király felbérelt küldönce és kémje Szulejmán megölésére, amit többször is megkísérel, Matrakos szerelme, a Valide, egy ideig Mahidevran, majd Ibrahim és Hatidzse szolgálója, az uralkodó megölte a férjét, ezért bosszút esküszik, tettéért a Boszporuszba dobták | Pikali Gerda                                           | 1–2     |
| Seçkin Özdemir                                                          | Leo                             | Alexandra volt vőlegénye, festő, egy Ibrahim által szervezett zsarolás következtében öngyilkos lett, holttestét a tengerbe dobták | Előd Botond Pálmai Szabolcs                            | 1–2     |
| Okan Yalabık                                                            | Nico                            | Halász, Ibrahim ikertestvére | Varga Gábor                                            | 1–2     |
| Melisa Sözen                                                            | Efszun Hatun                    | Eredeti nevén Nora, Hürrem szolgája és cinkosa, Mahidevran, Gülşah, és Fatma ellensége, Musztafa szerelme, gyermeke elvetélése közben meghal | Kis-Kovács Luca                                        | 2       |
| Engin Günaydın                                                          | Gül Ağa                         | Kasztrált eunuch, aki tisztázza a hárem tilalmait az első epizódban, ezután átkerült az edirnei palotába, később, a második évadban visszatért a palotába Edirnéből, és cinkosaként Hürrem szolgálatába állt, Szümbül riválisa, Nigar barátja, az évad vége felé Mahidevran és Ibrahim parancsára elküldték a palotából. Távozásakor kibékül Szümbüllel, átölelik egymást. | Szokol Péter (1. epizód) Szatmári Attila               | 1, 2    |
| Fehmi Karaarslan                                                        | Ajasz Mehmed                    | Szulejmán pasája, Ibrahim halála után nagyvezír, 1539-ben meghalt pestisben | Vári Attila                                            | 1–3     |
| Murat Şahan                                                             | Musztafa Pasa                   | Szulejmán pasája |                                                        | 1–3     |
| Tolga Tekin                                                             | Hajreddin Barbarossa            | Hizir Reis, kalózból lett az Oszmán Birodalom admirálisa, Mihrünnissa szultána apja | Harmath Imre                                           | 3–4     |
| Sebahat Kumaş                                                           | Esma Hatun                      | Hürrem szolgálója és gyermekeinek vigyázója, ágyas, akivel együtt érkeznek a palotába Gülnihallal, 1520-ban | Lamboni Anna (első hang)                               | 1–3     |
| Seda Arslan                                                             | Nazli Hatun                     | Hürrem szolgálója, ágyas, akivel szintén együtt érkeznek a palotába ő és Gülnihal is, Şah szultána parancsára megölték | Pekár Adrienn (első hang) Hermann Lilla (második hang) | 1–3     |
| Hayal Köseoğlu                                                          | Nilüfer Hatun                   | Hürrem első számú szolgálója Gülnihal távozása után, a második évad elején érkezett az edirnei palotából, egy cselszövés következtében megölték | Laudon Andrea                                          | 2       |
| Gonca Sarıyıldız                                                        | Fatma Hatun (Adriana)           | A Valide szolgálója és cinkosa, aki a parancsára megégette Hürrem arcát, Hürrem, Efszun, Gülşah, később Helena riválisa, Musztafa herceg ágyasa majd kegyence Efszun halála után, első, csecsemőként meghalt fia, Szulejmán herceg anyja, Mahidevran egyik legfőbb bizalmasa Gülşah után, öngyilkos lett, miután kiderült, hogy fia néhány hónapos korában elhunyt himlőben, valamint amikor megtudta, hogy Musztafa új kedvence, Ayse várandós | Czető Zsanett                                          | 2–3     |
| Melike İpek Yalova                                                      | Isabella Fortuna                | Kasztília hercegnője, Frederik jegyese, később Szulejmán ágyasa majd szeretője, Hürrem ellensége | Nádasi Veronika                                        | 2       |
| Zühre Koç                                                               | Elenika                         | Szajha az ivóban, Bali bég szeretője | Sági Tímea                                             | 2       |
| Gamze Dar                                                               | Fidan Hatun Kalfa               | Ágyas, később kalfa a háremben, kezdetben Hürrem, majd élete végéig Mahidevran szolgálója, a manisai majd az amasyai hárem vezetője, Musztafa halála után Bursába költöznek Mahidevran másik szolgálójával, Yusuffal | Lamboni Anna                                           | 2–4     |
|                                                                         | Joshua Efendi                   | Ékszerkereskedő a piacon, Armin édesapja |                                                        | 1–2     |
| Müjde Uzman                                                             | Armin                           | Joshua Efendi lánya, Malkoçoğlu Bali bég első szerelme, majd rövid ideig felesége, a nászéjszakájukon pestisben elhunyt | Magyar Tímea                                           | 2       |
| Ünal Yeter                                                              | Kiraz Ağa                       | Kasztrált Ağa, Afife asszonnyal érkezik Trabzonból, amikor megtudta, hogy Mehmet herceg ágyasa, Nurbahar várandós, Hürrem és Mihrimah elküldték a palotából, és visszakerült Trabzonba |                                                        | 3       |
| Yasin Sertdemir                                                         | Ariel gróf                      | Magyar gróf, a zimonyi vár ura, Victoria férje, Szulejmán megöli Szabács várának ostromakor |                                                        | 1       |
| Tansu Biçer                                                             | Ahmet Çelebi                    | A palota festőinek mestere, Matrakos ismerőse | Moser Károly                                           | 1       |
| Ozan Daggez                                                             | Mehmet Celebi                   | Musztafa házitanítója, Piri pasa fia, egy ideig Hatidzse szultána első vőlegénye, amíg ki nem derült, hogy halálos beteg |                                                        | 1       |
| Bergüzar Korel                                                          | Signora Monica Teresa Gritti    | Hercegnő, Alvise húga | Wégner Judit                                           | 1       |
|                                                                         | V. Károly                       | Német király, német-római császár, Habsburg uralkodó, az Oszmán Birodalom ellensége | Vass Gábor                                             | 2–3     |
|                                                                         | I. Ferdinánd főherceg, király   | Magyarország Habsburg részének királya, az Oszmán Birodalom és Szapolyai ellensége |                                                        | 2       |
|                                                                         | Frederick herceg                | Isabella Fortuna jegyese, Ferdinánd unokaöccse, Szulejmán és a törökök ellensége, Nápoly hercege | Csík Csaba Krisztián                                   | 2       |
|                                                                         | Szapolyai János                 | Magyarország Erdélyi részének királya, Szulejmán híve |                                                        | 2       |
|                                                                         | Behram Pasa                     | Pasa, egykori beglerbég, Ibrahim pasa megölte | Szabó Máté                                             | 1–2     |
| Polat Bilgin                                                            | Kábiz Molla                     | Iráni hittérítő, aki saját vallási nézeteit terjesztette, miszerint Jézus Krisztus magasabb rendű Mohamednél, halálra ítélték | Holl Nándor                                            | 2       |
| Hande Subaşı                                                            | Saliha Hatun                    | Bali bég fiatalkori ismerőse, és szeretője Armin előtt | Wégner Judit                                           | 2       |
|                                                                         | Jakob Efendi                    | Jós és méregkészítő, Hürrem cinkosa, Ibrahim kivégeztette | Varga Tamás                                            | 2       |
| Buket Orhan                                                             | Melek Hatun                     | Angela, Isabella hercegnő tanítója, ágyas | Csuha Bori                                             | 2       |
| Hande Kaptan                                                            | Carmina Hatun                   | Spanyol, Isabella Fortuna szolgálója és legfőbb bizalmasa, ő kísérte el jegyeséhez is, 1525 és 1530 között kalózok elrabolták őt és szeretőjét. Mindkét nőt a vadászházba vitték. Carmina feladata az volt, hogy titokban üzeneteket fogadjon európai méltóságoktól. A palotában kitört tűzvész után szeretőjével egy időre Ibrahim pasa és Hatice szultána palotájába költöztek. Aztán ő és Isabella a Topkapi-palotában találták magukat. A hercegnő viszonyt próbált kezdeni Szulejmánnal, ami Hürremnek nem tetszett. A szultána úgy döntött, hogy megfertőzi a hercegnőt a pestissel. Ibrahim viszont megparancsolta Nigarnak, hogy mérgezze meg Izabellát, hogy a gyanú Hürremre terelődjön. Nigar megégette a kötést, és mindkét nőnek mérgezett ételt adott. Hürrem és Nigar először azt hitték, hogy mindkét nő halott. Azonban kiderült, hogy csak Carmina halt meg, Isabella még élt. Nigar becsomagolta Carmina holttestét, és elrejtette a mosókonyhában. Valószínűleg Isabella hercegnővel együtt a Boszporuszba fulladt.                                                                                   | Makay Andrea                                           | 2       |
|                                                                         | Marcelo                         | Gritti segítője és cinkosa, velencei | Láng Balázs                                            | 2       |
|                                                                         | Figan Efendi                    | Ibrahim pasa egyik rosszakarója, Ibrahim kivégezteti |                                                        | 2       |
|                                                                         | András                          | II. Lajos király segítője | Szatmári Attila                                        | 1–2     |
|                                                                         | Bonçuk Ağa                      | Victoriának dolgozik, ő hozza a híreket Lajos királytól, emiatt kivégzik |                                                        | 1–2     |
|                                                                         | Martinengo mester               | Velencei mérnök, aki járatos volt az építészetben, és a várvédelem kiépítésében |                                                        | 1       |
|                                                                         | Jurisics Miklós                 | Kőszeg várának kapitánya 1532-ben |                                                        | 2       |
| Gözde Çığacı                                                            | Elif                            | Musztafa herceg első ágyasa, öngyilkos lett, felgyújtotta magát | Hermann Lilla                                          | 2       |
| Esra Akkaya                                                             | Fahise Hatun                    | Muszlim prostituált, akit Damat Cselebi Lütfi bíróság elé állított |                                                        | 3       |
|                                                                         | Lalezar                         | Háremhölgy, Fatma asszony követője, aki miatt bajba kerül és Percem aga kitépi a nyelvét | Bogdányi Titanilla                                     | 2       |
|                                                                         | Száhib Giraj Hán                | A Valide testvére, Aybige édesapja, a krími trón jogos örököse, Szulejmán és Hatidzse nagybátyja. |                                                        | 2–3     |
|                                                                         | Tomori Pál                      | Kalocsai érsek, II. Lajos király bizalmasa, a magyarok vezére a mohácsi csatában |                                                        | 2       |
|                                                                         | Kadızade Mehmed Efendi          | Emír, akit Hain Ahmed kinevezett a szultanátus élére |                                                        | 1       |
|                                                                         | Perçem Ağa                      | Aga, Hürrem és Gül Ağa cinkosa, segített Hürremnek a titkos ügyeiben, és egyik hűséges szolgája lett, Ibrahim megölte | Seder Gábor                                            | 2–3     |
| Güner Özkul                                                             | Rahel Hatun                     | Egy gazdag zsidó nő, aki szükség esetén pénzt ad kölcsön többek között olyan befolyásos nőknek a palotában, mint a Valide vagy Mahidevran, elárulta Hürremet azzal, hogy összeesküdött Şah szultánával | Mics Ildikó                                            | 2, 3    |
|                                                                         | Murad herceg                    | Cem volt az eredeti neve, I. Szelim fia, Szulejmán féltestvére, akit Rodoszon újra lát |                                                        | 1       |
| Burcu Özberk (felnőtt) (4. évad) Mina Tuana Güneş (gyermek) (2–3. évad) | Huriçihan szultána              | Hatidzse és Ibrahim lánya, Bajazid unokatestvére és törvényes felesége, Nurbanu megöli | Hám-Kereki Anna                                        | 2–4     |
| Efe Mehmet Güneş                                                        | Sultanzade Osman                | Hatidzse és Ibrahim fia, Huricihan ikertestvére |                                                        | 2–3     |
| Cansu Dere                                                              | Firuze Hatun                    | Eredeti nevén Hümeyra, szíriai rabszolga, perzsa kém, és szafavida hercegnő, akit Mahidevran, Gülfem, és Hatidzse választanak ki az uralkodó számára Afife asszony segítségével, Hajreddin Barbarossa ejtette foglyul, és vitte Isztambulba, Mihrimah kedvenc szolgálója, Szulejmán ágyasa, Hürrem szolgálója, majd egyik legnagyobb ellensége, aki miatt a szultán egy időre elhidegült asszonyától; fő célja volt Szulejmán megmérgezése. A helyzet kialakulása után visszaküldik a perzsa földre, de Szulejmánt megmérgezik, teljesítve célját | Németh Borbála                                         | 3, 4    |
| Gürkan Uygun                                                            | Mimar Szinán                    | Építész | Dévai Balázs                                           | 3–4     |
| Deniz Celiloğlu                                                         | Ismail Sheik Masuki             | Tanító, aki saját vallási nézeteit terjesztette különböző helyeken, például a piacon, megkérdőjelezve ezzel az iszlám alapvető szabályait, kivégzik, őt, és társait is | Moser Károly                                           | 3       |
| Ecem Çalık                                                              | Esmehan Baharnaz szultána       | Şah szultána és Lütfi pasa lánya, Mihrimah unokahúga és barátnője, majd ellensége | Dögei Éva                                              | 3       |
| Hasan Küçükçetin                                                        | Iszkender Cselebi               | Az Oszmán Birodalom minisztere, gazdagságáról és intellektualizmusáról híres államférfi, Hürrem szövetségese, Ibrahim pasa ellensége, Bagdadban kivégezték | Haagen Imre                                            | 2–3     |
| Serenay Aktaş                                                           | Ayşe szultána                   | Musztafa herceg ágyasa Fatma után, Nergissah szultána édesanyja, Rümeysa riválisa | Sallai Nóra (első hang)                                | 3       |
| Elif Atakan (3. évad) Büşra Ayaydın (4. évad)                           | Rümeysa szultána                | Musztafa herceg második felesége és fiának édesanyja | Laudon Andrea                                          | 3–4     |
| Alize Gördüm                                                            | Nergissah szultána              | Musztafa herceg és Ayse szultána lánya, Szulejmán és Mahidevran unokája | Laudon Andrea                                          | 4       |
|                                                                         | Szulejmán Ağa                   | Fegyverhordozó, Piri Mehmed hírnöke, aki apja I. Szelim halála után bejelenti fia, Szulejmán trónra lépését | Papucsek Vilmos                                        | 1       |
| Özge Gürel                                                              | Rana szultána                   | Bajazid herceg ágyasa és gyermekei többségének anyja | Sallai Nóra                                            | 4       |
| Melisa Kaysak                                                           | Sylvia                          | Firuze barátnője, eladják az Oszmán Birodalomnak, Mihrimah szolgája, szerelmes lesz Bali bégbe, Bali bég harmadik szerelme, a velencei követ, Tommaso Contarini unokahúga | Erdős Borcsa                                           | 3       |
|                                                                         | Nadja Hatun                     | Ágyas, Firuzéval együtt érkezett | Mohácsi Nóra Bogdányi Titanilla                        | 3       |
| Cemre Ebuzziya                                                          | Helena                          | Takácscsaládban él Manisában, Musztafa szerelme, Fatma riválisa, egy ideig Musztafa háremének tagja, össze kellett volna házasodniuk, de végül Musztafa meggondolta magát, ő pedig visszatért a családjához, eljegyezte Abbas Ağát |                                                        | 3       |
| Bige Önal                                                               | Rita                            | Helena testvére | Andrádi Zsanett                                        | 3       |
| İbrahim Raci Öksüz                                                      | Hadım Szulejmán pasa            | Lütfi pasa száműzése után az Oszmán Birodalom nagyvezíre |                                                        | 3       |
|                                                                         | Murád herceg                    | Cem szultán fia, aki a tőrével megpróbálja megölni Szulejmánt |                                                        | 1       |
| İrem Helvacıoğlu                                                        | Clara/Nurbahar Hatun            | Ágyas, Mihrimah szolgálója, Mehmet herceg első szerelme, teherbe esett, de a babát elvitték, őt pedig elküldték a palotából | Kardos Eszter                                          | 3       |
|                                                                         | Ulama Pasa                      | Szulejmán pasája, Iszkender Çelebi segítője |                                                        | 3       |
| Gökhan Alkan (fiatal) Sermet Yeşil (idős)                               | I. Tahmászp perzsa sah          | Tebriz várának ura, de megadja magát a törököknek. Később perzsa sah, az Oszmán Birodalom ellensége. 1524-ben került trónra, ahol 52,5 évig maradt, majd 1576-ban halt meg | ? Mihályi Győző                                        | 3–4     |
| Yalçın Bulut                                                            | Behram őrmester                 | A Szulejmán által Magyarországra küldött nagykövet trónra lépése után |                                                        | 1       |
| Burcu Güner                                                             | Diana/Fahriye Kalfa             | Nigar utódja a háremben, Musztafa ismerte meg a manisai piactéren, ahol bajba keveredett a szegénység miatt, majd a háremébe vitte, amikor lebuktatta Gülizart Musztafa előtt, Mahidevran a szolgálójává nevezte ki, Ibrahim halála után a palotába kerül, Mahidevran, Gülfem, Hatidzse és Şah szultána terve szerint, Hürrem megölésére, miután bevallja Hürremnek, hogy Şah szultána parancsára kémkedett nekik, Hürrem a bizalmába fogadja, ezután élete végéig hűséges szolgálója lesz, Nurbanu ellensége, Afife asszony halála után ő lesz a hárem főkincstárnoka, Nurbanu megöli | Kokas Piroska                                          | 3–4     |
|                                                                         |                                 | Ágyas, háremhölgy a palotában | Pekár Adrienn                                          | 1       |
| Baris Aksavaş                                                           | Jean de La Foret                | 1534 és 1537 között oszmán francia nagykövet |                                                        | 3       |
| Saygın Soysal                                                           | Mercan Aga                      | Şah szultána szolgálója, és legfőbb bizalmasa, Szümbül riválisa, Şah szultána távozása után kapuőr lett | Seder Gábor                                            | 3       |
|                                                                         | III. Pál pápa                   | Pápa a Vatikánban | Varga Tamás                                            | 3–4     |
|                                                                         | Nisa Hatun                      | Ágyas, Hürrem híve, Fatma és később Fidan ellensége |                                                        | 2       |
|                                                                         | Tania                           | Ágyas, akit Szulejmánnak küldtek ajándékba, végül Hürrem elérte, hogy Nyitával együtt elküldjék a palotából |                                                        | 1       |
|                                                                         | Nyita Hatun                     | Taniával együtt orosz kivételezett ágyas, a Valide szolgálója, míg Hürrem miatt el nem küldték őket |                                                        | 1       |
| Almeda Abazi                                                            | Nazenin szultána                | Eredeti neve Valeria, Nurbanuval együtt érkezik a palotába, Fatma szultána szövetségese, Szulejmán ágyasa, Razije szultána édesanyja, Nurbanu szultána volt szolgálója, Nurbanu megöli Hürrem parancsára | Nyírő Eszter                                           | 4       |
| Sarp Akkaya                                                             | Atmaca                          | Kitalált karakter, akinek feladata, hogy megakadályozza a Musztafa elleni merényleteket és összeesküvéseket, halála után Bajazid segítője lesz, emberei megölték, miután megfojtotta Rüsztemet |                                                        | 4       |
|                                                                         |                                 | Ágyas, háremhölgy a palotában | Lamboni Anna                                           | 1       |
| Yasemin Allen                                                           | Defne szultána                  | Bajazid kedvence majd felesége Huricihan halála után, Nurbanu egykori kémje, Mehmet herceg édesanyja, a befejező epizódban fiával, Mehmettel együtt öngyilkos lett, hogy elkerülje, hogy Nurbanu végezzen vele |                                                        | 4       |
| Patricya Widlak                                                         | Cihan Hatun                     | Mehmet herceg ágyasa | Sallai Nóra                                            | 3       |
| Luran Ahmeti                                                            | Hüszrev pasa                    | Pasa, Hatidzse harmadik férje, éhségsztrájk keretében meghal |                                                        | 3       |
| Fatih Dokgöz                                                            | Szemiz Ali pasa                 | Bajazid herceg támogatója, a janicsári hadtest parancsnoka, később harmadik vezír, végül Rüsztem pasa halála után négy évig nagyvezír |                                                        | 4       |
|                                                                         |                                 | Ágyas, háremhölgy a palotában | Szabó Zselyke                                          | 1       |
| Berrak Tüzünataç                                                        | Mihrünissa szultána             | Hajreddin Barbarossa lánya, Musztafa asszonya majd felesége, Mehmed herceg édesanyja, Musztafa halála után elveszik tőle, majd kivégzik, ő pedig öngyilkos lesz | Bogdányi Titanilla                                     | 4       |
| Burak Sağyaşar                                                          | Hekim Pedro                     | Egy orvos, aki meggyógyítja Mihrimah betegségét, és később beleszeret |                                                        | 4       |
| Muharrem Gülmez                                                         | I. Szelim                       | Szulejmán apja, az Oszmán Birodalom kilencedik szultánja |                                                        | 2, 4    |
| Yetkin Dikinciler                                                       | Kara Ahmed                      | Pasa, később nagyvezír, Fatma szultána férje, akit Rüsztem nagyvezíriségből való elbocsátásával neveztek ki vezíri rangra 1553-ban, azonban az expedícióról hazatérve bűnösnek találták a szultáni rendeletben, amelyet azért provokáltak ki, hogy Rüsztem újra nagyvezíri rangra kerüljön, majd egy 1555-ös tanácsülés után kivégezték | Schnell Ádám                                           | 4       |
| Yıldırım Fikret Urağ                                                    | Szokoli Mehmed                  | Enderunban nevelkedett,Szulejmán uralkodása idején, fő ajtónálló, 1546-ban a Derya kapitánya, 1550-ben Rumélia kormányzója, 1555-ben kupolavezír, 1561-ben és 1565-ben másodvezír, majd nagyvezírként szolgált 1579-ben bekövetkezett haláláig |                                                        | 4       |
| Şafak Başkaya                                                           | Ferhat Ağa                      | Szulejmán agája és orvosa uralkodásának vége felé |                                                        | 4       |
| Kübra Kip                                                               | Canfeda Kalfa                   | Nurbanu szultána szolgálója és legfőbb bizalmasa | Mics Ildikó                                            | 4       |
| Serhan Onat                                                             | Murat herceg                    | II. Szelim szultán és Nurbanu szultána fia, Şah, Gevherhán, és Eszmehán szultána testvére, a sorozat utolsó epizódjában szerepelt |                                                        | 4       |
| Kaya Akkaya                                                             | Lokman Ağa                      | Konstantinápolyi szolga, majd a Kütahyai hárem, később a szultán titkos kamrájának őrzője, Hürrem szultána szolgálatában |                                                        | 4       |
|                                                                         |                                 | Ágyas, háremhölgy a palotában | Csuha Bori                                             | 1       |
| Alper Kul                                                               | Gazi Hüsrev bég                 | A régóta szolgálatot teljesítő szandzsák főnök Boszniában |                                                        | 1       |
|                                                                         | Çanberdi Gazâlî                 | Damaszkuszi elöljáró, megbízhatatlan felszabadított rabszolga, aki összefogott az Egyiptomból elszakadt mamelukbégekkel, és arab törzsekkel, valamint a rodoszi lovagokkal is megalkudott, Ferhat pasa Damaszkuszban kivégeztette |                                                        | 1       |
| Gözde Türker                                                            | Szafije szultána (fiatal)       | Murad herceg felesége és gyermekének édesanyja, albán, a velencei Baffo-család sarja, kezdetben Mihrimah leghűségesebb szolgálója és szövetségese Nurbanu ellen, a sorozat utolsó epizódjában szerepelt | Haffner Anikó                                          | 4       |
| Dolunay Soysert                                                         | Gracia Mendes Nasi              | Gazdag zsidó nő, aki az Oszmán Birodalom politikájának kiemelkedő alakjává vált, később Rüsztem szeretője, Yasef Nassi nagynénje | Bertalan Ágnes                                         | 4       |
|                                                                         | Ömer Efendi                     | Rüsztem cinkosa Ibrahim ellen |                                                        | 3       |
|                                                                         | Razije szultána                 | Szulejmán és Nazenin szultána lánya, Musztafa, Mehmet, Mihrimah, Szelim, Bajazid és Cihangir testvére |                                                        | 4       |
|                                                                         | Yasef Nassi                     | Gracia Mendes Nasi unokaöccse, portugál szefárd diplomata és adminisztrátor, az oszmánok befolyásos alakja, I. Szulejmán és fia II. Szelim uralma alatt, a zsidó nép nagy jótevője volt |                                                        | 4       |
|                                                                         | Pertev Pasa                     | Szulejmán pasája, a sorozat befejező epizódjában szerepelt |                                                        | 4       |
| Cavit Çetin Güner                                                       | Gazanfer Ağa                    | A Manisai-hárem fő eunuchja, velencei, Szelim herceg és Nurbanu szultána szolgálója |                                                        | 4       |
|                                                                         | Gülistan Hatun                  | Sadullah Sadi sejhüliszlám felesége, akit Hürrem megvendégel a palotába |                                                        | 3       |
| Fatmagül Fakı                                                           | Ágyas                           | Hürrem névtelen ágyasa |                                                        | 4       |
| Metin Coşkun                                                            | Urban                           | Valaki, aki Isztambulban él, panaszt tett Ebussuud Efendinél a felesége elleni házasságtörés vádjával |                                                        | 3       |
|                                                                         | Dilanur Hatun                   | Kászim pasa felesége, akit Hürrem megvendégel a palotába |                                                        | 3       |
| Altan Gördüm                                                            | Bekir Ağa                       | Egy oszmán tisztviselő, akit Musztafa parancsára kivégeznek Manisában, vesztegetés és felbujtás vádjával |                                                        | 3       |
|                                                                         | Ali Ağa                         | A janicsárok parancsnoka, Szulejmán parancsára Musztafa kivégeztette |                                                        | 4       |
| Deniz Tözün                                                             | Kader/Esmanur                   | Ibrahim és Nigar lánya, Osman és Huricihan testvére, Ibrahim halála után Matrakos visszaküldte a pasa családjához |                                                        | 3       |
|                                                                         |                                 | Ágyas, háremhölgy a palotában | Tamási Nikolett                                        | 1       |
|                                                                         | Bolgan Ramiz                    | Piaci árus |                                                        | 1       |
| Hamdi Alkan                                                             | Yahya Efendi                    | Oszmán iszlám tudós és költő, Afife asszony fia, az uralkodó nevelt testvére, Musztafa kivégzése után Szulejmán megsértette, és többé nem beszélt vele |                                                        | 3–4     |
|                                                                         | Hüsrev Mehmed Bég               | Szemendirei helytartó |                                                        | 1       |
| Çağkan Culha                                                            | İlyas                           | Mehmet herceg szolgálatában álló katona, Mahidevran szolgája és felbérelt cinkosa, aki megmérgezi és a halálát okozza |                                                        | 3       |
|                                                                         | Ayşe Hümaşah szultána           | Rüsztem pasa és Mihrimah szultána lánya, Szulejmán és Hürrem unokája |                                                        | 3–4     |
|                                                                         | Danielo Rudovisi                | Velencei követ | Láng Balázs                                            | 3       |
| Binnur Kaya                                                             | Muskacı Hatun                   | Egy nő, aki amuletteket ír és boszorkányságot gyakorol | Kocsis Mariann                                         | 1       |
|                                                                         | Dilubra Hatun                   | Piri Mehmed felesége |                                                        | 1       |
| Hümeyra                                                                 | Remmal Elmas                    | Híres asztrológus, aki a homokba nézve meg tudja mondani a jövőt |                                                        | 2       |
| Büşra Pekin                                                             | Şirin Hatun                     | Egy nő, aki szöveteket visz az ágyasoknak a hárembe | Csifó Dorina                                           | 2       |
| Yasemin Olena                                                           |                                 | Hürrem anyja |                                                        | 1       |
| Şevval Sam                                                              | Şarkıçı Hatun                   | Egy nő, aki énekelt Mihrimah henna estéjén |                                                        | 3       |
| Ali Uyandıran                                                           | Hasan Can                       | Hafız Mehmed fia, a müezzin, aki az Akkoyunlu palota mecsetügyeit felügyelte. Szelim javuz szultán bizalmasa és közeli barátja | Pálfai Péter                                           | 1       |
| Reyhan Taşören                                                          | Dilşah Hatun                    | Szelim herceg ágyasa, Nurbanu ellensége, Gazanfer megöli |                                                        | 4       |
|                                                                         | Mehmet herceg                   | Musztafa herceg és Mihrünissza szultána fia |                                                        | 4       |
| Demir Demirkan                                                          | Deli Sabit                      | A Deliler nevű katonai alakulat vezetője a mohácsi csatában | Láng Balázs                                            | 2       |
|                                                                         | Haydar Efendi Çelebi            | Musztafa janicsár ağa segítője, a szultáni seregek haditanácsadója, kivégezték |                                                        | 1       |
|                                                                         | Osman bég/herceg                | Rüsztem pasa és Mihrimah szultána fia |                                                        | 4       |
|                                                                         | Hümasah szultána                | Mehmet herceg és Esmahan szultána lánya, Şah szultána és Lütfi pasa unokája |                                                        | 3       |
| Suat Karausta                                                           | Zal Mahmut                      | Rüsztem hű szolgája, a pletykák szerint ő fojtotta meg Musztafát |                                                        | 4       |
|                                                                         | Bali Bég                        | Boszniai helytartó |                                                        | 1       |
|                                                                         | Jagelló Anna                    | Lengyel hercegnő, I. Zsigmond lengyel király lánya |                                                        | 4       |
|                                                                         | Eyüp                            | Egy kisfiú, aki vizet árul a piacon, az édesanyja beteg, az apja pedig elhunyt, az uralkodó beírattatja egy tanodába, az édesanyjának pedig segélyt juttat Ibrahimmal |                                                        | 1       |
| Özlem Ünaldı                                                            | Emine Hatun                     | Ayşe Hümasah szoptatós dajkája, Şah szultána bizalmasa, kémje, és cinkosa, miután fény derült a tettére, Mihrimah lebuktatja Şah szultána előtt, és megparancsolja, hogy vessék a tengerbe | Vágó Bernadett                                         | 3       |
|                                                                         | Hasszán                         | Fiatal tanuló a palotában, egyike a kegyelteknek, Bajazid barátja és bizalmasa, akivel engedély nélkül elmegy az egyik hadjáratra |                                                        | 3       |
|                                                                         | Melek Hatun                     | Fatma szultána szolgálója és legfőbb bizalmasa |                                                        | 4       |
|                                                                         | Hanim Hatun                     | Musztafa pasa felesége, akit Hürrem megvendégel a palotába |                                                        | 3       |
|                                                                         | Aziz Ağa                        | Rüsztem bizalmasa, megölték |                                                        | 3–4     |
|                                                                         | Jagelló Izabella                | Lengyel királyi hercegnő |                                                        | 3       |
| Melissa Akman                                                           | Gülizar Hatun                   | Egy Hürrem által Manisába küldött ágyas Musztafa megölésére, Szulejmán és Ibrahim beszélgetése közben öngyilkos lesz, leugrik a palota egyik erkélyéről |                                                        | 3       |
| Goncagul Sunar                                                          | Çevher Hatun                    | Egy nő, aki ruhát árul, Szümbül Ağa ismerőse és barátja, majd szeretője, Musztafa támogatóinak titkos szolgája, Yavuz kémje és cinkosa, Szümbül Ağa megmérgezte | Kocsis Mariann                                         | 4       |
|                                                                         | Yahya Efendi                    | Ortabahçei férfi, aki a Ferhat pasa által bevezetett új adók, és az ezáltal kialakult élelmiszerhiány miatt panaszkodik a dívánban Ibrahimnak |                                                        | 1       |
|                                                                         | Ali Ağa                         | Hatidzse szultána egyik szolgálója, aki felelős volt Hürrem elrablásáért |                                                        | 3       |
| İlker Aksum                                                             | Cafer Ağa                       | A tenger kapitánya, aki 1516 és 1520 között szolgált az oszmán haditengerészet legmagasabb rangú parancsnokaként, eltulajdonította a földbirtokosok jogait, a saját javára fordította, megrendítette az állam igazságszolgáltatásába vetett bizalmát, emiatt Szulejmán kivégeztette, a sorozat első epizódjában szerepelt | Bolla Róbert                                           | 1       |
|                                                                         | Ruhsar Hatun                    | Háremhölgy a palotában |                                                        | 1       |
|                                                                         | Düzgün Ağa                      | Hürrem kíséretének vezetője, amikor Konyába indultak, feltételezik róla, hogy köze lehetett Hürrem eltűnéséhez |                                                        | 3       |
|                                                                         | Şahra Hatun                     | Hatidzse lelkisegítője, akinek segítségével megpróbálja megtalálni Ibrahim sírját | Ősi Ildikó                                             | 3       |
|                                                                         | Arefe Hatun                     | Bábaasszony, Daye asszony megöli a fürdőben |                                                        | 2       |
|                                                                         | Şaliah Hatun                    | Egy boszorkány, Hatidzse cinkosa, aki rontást küld Hürremre és elkábíttatja, Fahriye megöli | Németh Kriszta                                         | 3       |
| Ceren Hindistan                                                         | Ahsen Hatun                     | Hürrem hűséges ágyasa és cinkosa, akit Şah szultána palotájába küldött, hogy elcsábítsa Lütfi pasát, Merçan Ağa megöli |                                                        | 3       |
|                                                                         | Murat Reis                      | Hajós, aki Barbarossa védelme alatt áll |                                                        | 2       |
|                                                                         | Parlak Musztafa Pasa            | Tengerkapitány |                                                        | 1       |
|                                                                         | Szalim Efendi                   | A lázadók vezetője, aki a Birodalom, és főként Ibrahim ellen fordul, kivégzik |                                                        | 2       |
|                                                                         | Signor Benetto                  | Genovai kereskedő, aki elmondta Gabriellának, hogy a testvére Musztafa háremében van | Posta Victor                                           | 3       |
| Burak Sarımola                                                          | Zümrüt Ağa                      | Palotaszolga, többnyire Mihrimah szolgálatában, Hürrem elküldte a palotából |                                                        | 3       |
| Özgür Mirlak                                                            | Batur                           | Kaszim pasa fia, akit hozzá akartak adni Hürremhez |                                                        | 1       |
|                                                                         | Kudret Ağa                      | Szümbül Ağa ismerőse a piacon |                                                        | 4       |
|                                                                         | Şemseddin Efendi                | Befolyásos vezető a Birodalomban, Şabiha asszony férje, ajándéka, a Hürremnek szánt Szent Korán miatt Ibrahim elküldi |                                                        | 3       |
|                                                                         | Şabiha Hatun                    | Zeynep asszony segítője, Şemseddin Efendi felesége, aki a Szent Koránt ajándékozza Hürremnek | Erdős Borcsa                                           | 3       |
|                                                                         | Idrisz Ağa                      | Egy férfi, akit Hatidzse és a Valide megbíz Ibrahim pasa követésével |                                                        | 2       |
|                                                                         | Şahin Ağa                       | A kapuőrség vezetője, Hürrem bizalmasa és cinkosa |                                                        | 3       |
|                                                                         | Ayşe Hatun                      | Ayas pasa felesége, akit Hürrem vendégül lát a palotában |                                                        | 3       |
|                                                                         | Zeleyha Hatun                   | Egy asszony, aki segített Hürremnek imádkozni a Koránból | Szórádi Erika                                          | 3       |
|                                                                         | Eszmehán szultána               | Szelim herceg és Nurbanu szultána lánya, Murad, Şah és Gevherhán testvére, Szokoli Mehmed felesége és Mehmet édesanyja | Laudon Andrea                                          | 4       |
|                                                                         | Yakup Efendi                    | Szümbül Ağa ismerőse és jó barátja, akivel közösen működtetnek egy kávézót a piacon | Szokol Péter                                           | 4       |
|                                                                         | Tretyjak Gubel                  | Orosz követ |                                                        | 1       |
|                                                                         | Aslan Ağa                       | Hürrem bizalmasa és cinkosa |                                                        | 3       |
| Yıldız Kültür                                                           | Hanım Ağa                       | A gazdasszony, aki megvásárolta Teót, akit Pargából rabszolgának hoztak Manisába, és Ibrahimnak nevezte el, nagy hatással volt Ibrahim személyes fejlődésére, és fiának tekintette őt | Kassai Ilona                                           | 3       |
|                                                                         | Szapolyai János Zsigmond        | Magyar király, erdélyi fejedelem |                                                        | 3, 4    |
|                                                                         | Ville de L'Isle-Adam grófja     | Rodosz helytartója |                                                        | 1       |
| Elif Taş                                                                | Olivia/Gülbahar Hatun Kalfa     | Szolgáló Rüsztem és Mihrimah palotájában |                                                        | 3–4     |
| Macit Koper                                                             | Lala Musztafa                   | Bajezid és Szelim herceg nevelőjeként szolgált, később Van, Erzurum, Aleppó, és Damaszkusz kormányzója lett. Ő irányította a haditengerészetet Ciprus meghódításában. III. Murád uralkodása alatt három hónapig és kilenc napig szolgált nagyvezírként | Csuha Lajos                                            | 4       |
|                                                                         | Moşe Efendi                     | Orvos, aki megvizsgálja Rüsztemet |                                                        | 3       |
|                                                                         | Kudret Ağa                      | Egy férfi, aki megpróbálja megszöktetni Nigart a börtönből |                                                        | 3       |
|                                                                         | Eşmer asszony                   | Egy nő, aki kelméket visz Musztafa háremébe, megmérgezték |                                                        | 3       |
|                                                                         | Kahya Efendi                    | Hanım Ağa férje Pargában, Ibrahim szülőhelyén, ahova Musztafa ellátogat | Uri István                                             | 3       |
| Şefika Tolun                                                            | Zeynep asszony                  | Ebussuud Efendi felesége, Ahmet Çelebi édesanyja, Hürrem ismerőse és barátja | Szórádi Erika                                          | 3       |
|                                                                         | Yusuf                           | Mahidevran szolgálója Fidan mellett |                                                        | 4       |
|                                                                         | Şah szultána                    | Szelim herceg és Nurbanu szultána lánya, Murad, Eszmehán, és Gevherhán testvére, Mehmet herceg édesanyja, majd a sorozat végén Cakircibasi Hasszán Ağa felesége |                                                        | 4       |
|                                                                         | Gevherhán szultána              | Szelim herceg és Nurbanu szultána lánya, Murad, Şah és Eszmehán testvére, majd a sorozat végén Pijale felesége lesz |                                                        | 4       |
| Hilmi Cem İntepe                                                        | Yavuz                           | Musztafa herceg támogatója, Piri Reist szolgálja Atmacával együtt, életét áldozza Musztafáért, merénylők lelövik |                                                        | 4       |
|                                                                         | Gülşen Kalfa                    | Szolgáló a Kütahyai, majd az Amasyai palotában | Balogh Anikó                                           | 4       |
|                                                                         | Hatidzse asszony                | Szolgáló Rüsztem és Mihrimah palotájában |                                                        | 4       |
|                                                                         | Binnur Hatun                    | Palotaszolga, akit Afife asszony kínzófára és ötven botütésre ítél | Dögei Éva                                              | 3       |
|                                                                         | İnçi Ağa                        | Palotaszolga, akit Binnur asszonnyal együtt szintén kínzófára és ötven botütésre ítélnek |                                                        | 3       |
|                                                                         | Alime Hatun                     | Hürrem ápolója és orvosa |                                                        | 4       |
|                                                                         |                                 | Derviş, Rüsztem bizalmasa |                                                        | 3       |
|                                                                         | Hacer Hatun                     | Javasasszony, aki megjósolja Hürremnek és Nurbanunak a jövőt | Rátonyi Hajni                                          | 4       |
|                                                                         | Kevşer Hatun                    | Egy Avrat Pazari asszony, Hürrem ismerőse, aki nem akarja eladni a házát |                                                        | 3       |
|                                                                         | Hodzsa Efendi                   | Kara Ahmed szövetségese |                                                        | 4       |
|                                                                         | Hasibe Hatun                    | Rüsztem szolgálója |                                                        | 3       |
|                                                                         | Ahmet Çelebi                    | Ebussuud Efendi és Zeynep asszony fia |                                                        | 3       |
| Pamir Pekin                                                             | Elkas Mirza                     | Tahmászp perzsa sah fia, perzsa herceg, egy ideig Fatma szultána jegyese, Mihrimah szerelmes lesz belé, emiatt Rüsztem féltékeny rá | Posta Victor                                           | 4       |
| Coskun Levent Taşçı                                                     | Celâlzâde Mustafa Çelebi        | Török államférfi, történész, akit I. Szulejmán uralkodása alatt az állam fontos történészei között tartottak számon, a haditanács egyik hivatalának megüresedése, és Haydar Çelebi kivégzése után, ő veszi át a helyét, a díván titkára, később a palota főjegyzője | Sörös Miklós Csík Csaba Krisztián                      | 1–4     |
|                                                                         | Tommaso Mocenigo                | A Velencei Köztársaság követe | Varga T. József                                        | 1       |
|                                                                         | Signor Jerome de Sara           | Ausztriai követ |                                                        | 2       |
|                                                                         | Çiçek Hatun                     | Hatidzse szultána egyik szolgálója |                                                        | 3       |
| Burak Demir                                                             | Hüseyn Çavus                    | A janicsárok parancsnoka Ferhat Ağa után, Musztafa védelmezője, halála után Atmaca cinkosa Rüsztem ellen, majd Bajazid herceg támogatója, perzsák megölték |                                                        | 4       |
|                                                                         | Signora Portia                  | Velencei kereskedőnő, Rahel asszony közeli családi barátja | Hirling Judit                                          | 3       |
|                                                                         | Salamon József                  | Budai orvos, aki átnyújtja Szulejmánnak a város kulcsát |                                                        | 2       |
|                                                                         | Halim Ağa                       | Egy férfi, aki börtönbe zárja Fahriyét |                                                        | 4       |
|                                                                         | Yasef Efendi                    | Orvos | Áron László                                            | 2       |
| Begüm Akkaya                                                            | Hasibe Hatun                    | Háremhölgy, aki Gülsah tanácsára mérget tesz Hürrem ételébe, Gülsah megöli, majd öngyilkosságnak színleli |                                                        | 1       |
|                                                                         | Ayas Pasa                       | Erzurumi beglerbég, Bajazid herceg támogatója, Szelim megölte |                                                        | 4       |
|                                                                         | Weisselberger gróf              | Ferdinánd képviselője |                                                        | 2       |
| Koray Efe Yazgan                                                        | Orhan herceg                    | Bajazid herceg és Defne szultána legidősebb fia, Szelim apjával együtt kivégezteti |                                                        | 4       |
|                                                                         | Osman herceg                    | Bajazid herceg és Defne szultána fia, Szelim apjával együtt kivégezteti |                                                        | 4       |
|                                                                         | Abdullah herceg                 | Bajazid herceg és Defne szultána fia, Szelim apjával együtt kivégezteti |                                                        | 4       |
|                                                                         | Mahmud herceg                   | Bajazid herceg és Defne szultána fia, Szelim apjával együtt kivégezteti |                                                        | 4       |
|                                                                         | Murád herceg                    | Bajazid herceg és Defne szultána fia, Szelim apjával együtt kivégezteti |                                                        | 4       |
|                                                                         | Mihrumah szultána               | Bajazid herceg és Defne szultána lánya |                                                        | 4       |
|                                                                         | Hatidzse szultána               | Bajazid herceg és Defne szultána lánya |                                                        | 4       |
|                                                                         | Ayşe szultána                   | Bajazid herceg és Defne szultána lánya |                                                        | 4       |
|                                                                         | Hanzade szultána                | Bajazid herceg és Defne szultána lánya |                                                        | 4       |
|                                                                         | Eleni Hatun                     | Egy asszony Pargában, Ibrahim szülőhelyén | Várnagy Katalin                                        | 1       |
|                                                                         | Arslan Pasa                     | Budai beglerbég, a nép sanyargatása, valamint egy keresztény alattvaló nyilvános megalázása miatt Szulejmán kivégeztette, a sorozat befejező epizódjában szerepelt |                                                        | 4       |
|                                                                         | Zümrüt Hatun                    | Háremhölgy, akit kiválasztanak Musztafa fogadására majd szórakoztatására, Mahidevran bizalmasa |                                                        | 2       |
|                                                                         | Beshir Ağa                      | Ékszerkészítő |                                                        | 2       |
|                                                                         | Szulejmán herceg                | Musztafa herceg és Fatma asszony fia, Szulejmán és Mahidevran unokája, néhány hónapos korában elhunyt hímlőben |                                                        | 3       |
|                                                                         | Kalender Şah                    | A Kalender Çelebi lázadás vezetője, az Oszmán Birodalom azonban legyőzte a lázadókat, őt pedig megölték |                                                        | 2       |
|                                                                         | Dilruha Hatun                   | Háremhölgy a palotában |                                                        | 2       |
|                                                                         | Hasszán Ağa                     | Janicsár |                                                        | 4       |
|                                                                         | Lütfi Çelebi (Defterdár Efendi) | Szulejmán defterdárja, aki Ahmet pasa megbízására aranyat visz a lázadóknak | Moser Károly                                           | 4       |
|                                                                         | Hadim Ibrahim Pasa              | A díván vezíre, aki Bursából Gemlikbe költözteti Mahidevrant az uralkodó parancsa szerint |                                                        | 4       |
|                                                                         | Hülya Hatun                     | Háremhölgy a palotában |                                                        | 2       |
|                                                                         | Halil                           | Egy kisfiú, akinek édesanyja elhunyt pestisben |                                                        | 2       |
|                                                                         | Çafer Efendi                    | Piaci árus |                                                        | 2       |
|                                                                         | Yasin Hatun                     | Háremhölgy, akit Gülsah kiválaszt Musztafa herceg fogadására |                                                        | 2       |
|                                                                         | Rincon gróf                     | Francia követ | Seder Gábor                                            | 2       |
|                                                                         |                                 | Egy pap, akinél Isabella hercegnő gyón | Varga T. József                                        | 2       |
|                                                                         | Kemal Hodzsa                    | Sejhüliszlám |                                                        | 2       |
|                                                                         | Mila Hatun                      | Egy ágyas, a Valide szolgálója, akit kiválaszt az uralkodó számára |                                                        | 2       |
|                                                                         | Antoine                         | Tehetséges külhoni szobrász, az apja német, az anyja velencei | Láng Balázs                                            | 2       |
|                                                                         | Nergis Hatun                    | Háremhölgy, akit Gülşah kiválaszt Musztafa herceg fogadására |                                                        | 2       |
|                                                                         | Hobordanszki gróf               | Ferdinánd képviselője |                                                        | 2       |
|                                                                         | Halis Efendi                    | Ruhakészítő |                                                        | 2       |
|                                                                         | Nisa Hatun                      | Javasasszony, aki megjósolja Hürremnek a kis Dzsahángír jövőjét, de Hürrem elküldi | Kokas Piroska                                          | 2       |
|                                                                         | Tombuş Reis                     | Egy férfi, akinek az uralkodó parancsa szerint vissza kell vinnie Aybigét és Bali béget a fővárosba |                                                        | 2       |
|                                                                         | Muharrem                        | Gül Ağa ismerőse, Edirnéből érkezik, aki különböző portékákat, például darát, tésztát, cukrot, fűszereket és mézet visz a palotába, Gül Ağa elküldi |                                                        | 2       |
|                                                                         | Zübeyde Hatun                   | Egy asszony, aki megvizsgálja Nigart, és megállapítja, hogy várandós |                                                        | 2       |
|                                                                         | Cornelius Schepper              | Ausztriai követ |                                                        | 2       |
|                                                                         | Ayse Hatun                      | Palotaszolga |                                                        | 2       |
|                                                                         | Meftun Ağa                      | Gülşah cinkosa, a Daye asszonyt megtámadó férfiak vezetője |                                                        | 2       |
|                                                                         | İslim Hatun                     | Orvos a régi palotában, Gülşah küldönce, aki továbbadja Hürremnek azt az üzenetet amit Ibrahimról megtudott |                                                        | 2       |
|                                                                         | Olga                            | Orosz ágyas, akit Mahidevran szán az uralkodónak |                                                        | 2       |
|                                                                         | Yahya                           | Szulejmán tejtestvére, akinek elmondja az egyik álmát a Validéról | Maday Gábor                                            | 2       |
|                                                                         | Szulejmán                       | Egy kisfiú, aki édesanyjával az utcán tengődik, mert az édesapja elzavarta őket otthonról |                                                        | 2       |
|                                                                         | Gül Hatun                       | Háremhölgy, aki Manisába tarthat Musztafa kíséretével |                                                        | 2       |
|                                                                         | Negris Hatun                    | Háremhölgy, aki Manisába mehet Musztafa kíséretével |                                                        | 2       |
|                                                                         | Alauddin                        | Piri Mehmed elsőszülött fia, öngyilkos lett |                                                        | 2       |
|                                                                         | Nimet Kalfa                     | Szolgáló a Manisai palotában |                                                        | 3       |
|                                                                         | Clara Hatun                     | Ágyas |                                                        | 3       |
|                                                                         | Kadir Çelebi                    | Törvényszolga |                                                        | 3       |
| Aykut Ünal                                                              | Abbas Ağa                       | Gazdag manisai kereskedő, aki szőnyegeket árul a piacon, Helena vőlegénye, Musztafa meggyilkolási kísérlete után az utóbbi megöli |                                                        | 3       |
|                                                                         | Hüsrev Çelebi                   | Egy férfi Konyában, akinek Szulejmán meglátogatja a kolostorát |                                                        | 3       |
|                                                                         | Sali Reis                       | Hajreddin Barbarossa bizalmasa | Moser Károly                                           | 3       |
|                                                                         | Mehmet Çavuş                    | Rüsztem bizalmasa és cinkosa, aki levelet küld neki a táborba |                                                        | 3       |
|                                                                         | Zeliah Hatun                    | Egy asszony Mehmet Ebussuud Efendi bírósága előtt, akiről azt állítja a férje, hogy házasságtörést követett el, emiatt megköveztetését kéri |                                                        | 3       |
|                                                                         | Dimitri Efendi                  | Egy férfi Mehmet Ebussuud Efendi bírósága előtt, aki azt állítja, hogy Hassan Efendi megjelent a galatai boltja előtt, és levette a falról Jézus festményét, és összetépte |                                                        | 3       |
|                                                                         | Alendar Çavuş                   | Egy férfi, aki átnyújtja Szulejmánnak Bagdad város kulcsát |                                                        | 3       |
|                                                                         | Ali Efendi                      | Damaszkuszi kincstárnok |                                                        | 3       |
|                                                                         | Eleni Hatun                     | Helena édesanyja |                                                        | 3       |
|                                                                         | Hasszán Efendi                  | Egy férfi aki Dimitri Efendivel együtt érkezik Mehmet Ebussuud Efendi bírósága elé |                                                        | 3       |
|                                                                         | Ayse Hatun                      | Egy asszony, aki azt állítja Ebussuud Efendi bírósága előtt, hogy látta Zeliáht és a férjét paráználkodni |                                                        | 3       |
|                                                                         | Muhiddin Çelebi                 | Törvényszolga |                                                        | 3       |
|                                                                         | Janis Efendi                    | Helena édesapja |                                                        | 3       |
|                                                                         | Zera Hatun                      | Ibrahim és Nigar lánya, Eszmanur dajkája |                                                        | 3       |
|                                                                         | Bilal Ağa                       | Palotaszolga |                                                        | 3       |
|                                                                         | Durmus Ağa                      | Taşlıcalı Yahya Bey bizalmasa és küldönce, Rüsztem megöli |                                                        | 3       |
|                                                                         | Muhiddin Ağa                    | Egy férfi, akinek segítségével Nigar el akarja vinni a lányát hajóval a szülőföldjére, Sulinába, de Ibrahim megakadályozza |                                                        | 3       |
|                                                                         | Ferhat                          | Yahya Efendi szolgálója |                                                        | 3       |
|                                                                         | Seyfi Efendi                    | Egy férfi, aki megsérti Ibrahimot, emiatt Mehmet Ebussuud Efendi száz botütésre, valamint öt évnyi száműzetésre ítéli Rodosz szigetére, valamint további öt évre Rodosz várbörtönébe | Láng Balázs                                            | 3       |
|                                                                         | Ayse Hatun                      | Mihrimah szolgálója |                                                        | 3       |
|                                                                         | Yakup Efendi                    | Orvos Musztafa háremében, aki megpróbálja meggyógyítani Szulejmán herceget |                                                        | 3       |
|                                                                         | Seher Kalfa                     | Szolgáló a Manisai palotában |                                                        | 3       |
|                                                                         | Antonio Primaldo                | Otrantoi lovag, akit III. Pál pápa küld Isztambulba Szulejmán megölésére, Malkocsoglu Bali végez vele |                                                        | 3       |
|                                                                         | Halil Ağa                       | Şah szultána cinkosa |                                                        | 3       |
|                                                                         | Dimitri Kantakuzen              | Bogdáni követ |                                                        | 3       |
|                                                                         | Kudret Ağa                      | Matrakos ismerőse, aki Ibrahim halála után visszajuttatja a lányát, Esmanurt a pasa családjához |                                                        | 3       |
|                                                                         | Hasszán Ağa                     | Parancsnok, a janicsárok vezetője |                                                        | 3       |
|                                                                         | Gülsüm Hatun                    | Palotaszolga |                                                        | 3       |
|                                                                         | Mehmet Hodzsa                   | Bajazid tanítója |                                                        | 3       |
|                                                                         | Antoine                         | Signora Gabriella szolgálója |                                                        | 3       |
|                                                                         | Çafer Ağa                       | Şah szultána és Hatidzse szultána cinkosa, Fahriye Kalfa megölte |                                                        | 3       |
|                                                                         | Ramazanoğlu Piri Mehmed         | Adanai szandzsákbég |                                                        | 3       |
|                                                                         | Derviş                          | Rüsztem cinkosa |                                                        | 3       |
|                                                                         | Hasszán Çavuş                   | Küldönc |                                                        | 3       |
|                                                                         | Eleni                           | Bali bég szeretője az ivóban |                                                        | 3       |
|                                                                         | Turgut                          | Oszmán admirális, később a földközi-tengeri flotta hadvezére |                                                        | 3–4     |
|                                                                         | Ştefan                          | Petru Rareş testvére |                                                        | 3       |
|                                                                         | Shei Hasszán Efendi             | Manisai köztiszteletben álló férfi, akinek Musztafa visszaadja a fiát Cristóvão da Gama kivégzése után, akit fogva tartottak |                                                        | 3       |
|                                                                         | Andrea Doria                    | Olasz tengerész, államférfi |                                                        | 3       |
|                                                                         | Nihal Hatun                     | Şah szultána és Nigar cinkosa, megöli az egyik ágyast, akit Hürrem szégyenfára ítélt |                                                        | 3       |
|                                                                         | Hasszán Reisz                   | Hajreddin Barbarossa bizalmasa |                                                        | 3       |
|                                                                         | Cristóvão da Gama               | Vasco da Gama fia, elrabolja Hasszán Efendi fiát, Musztafa megöli |                                                        | 3       |
|                                                                         | Hazal Hatun                     | Háremhölgy a palotában |                                                        | 4       |
|                                                                         | Szemiz Ağa                      | Janicsár |                                                        | 4       |
|                                                                         | Tommaso Contarini               | Velencei követ | Barbinek Péter                                         | 3       |
|                                                                         | Jorgi Efendi                    | Egy férfi, akit Damat Cselebi Lütfi börtönbe zárat az ivóban paráználkodás vádjával |                                                        | 3       |
|                                                                         | Laszky Jeromos                  | Habsburg követ |                                                        | 3       |
|                                                                         | Hasszán                         | Halász |                                                        | 3       |
|                                                                         | Ömer Çavuş                      | Mehmed herceg személyes küldönce, aki bejelenti Szulejmánnak a halálhírét |                                                        | 3       |
|                                                                         | Neşe Hatun                      | Háremhölgy a palotában |                                                        | 4       |
|                                                                         | Kászim Efendi                   | Amasyai kereskedő, aki Rüsztem bizalmasa, Aziz Ağa megbízására, támadókat küldet Musztafára, megmérgezték |                                                        | 4       |
|                                                                         | Fenelizade Muhiddin Efendi      | Sejhüliszlám |                                                        | 4       |
|                                                                         | Elif                            | Palotaszolga |                                                        | 4       |
|                                                                         | Hasszán Çavuş                   | Janicsár, Ali Ağa bizalmasa |                                                        | 4       |
|                                                                         | Kevşer Hatun                    | Egy nő, aki azt állítja, hogy megölték a férjét, Mahmudot, aki piaci árus volt, Szelim parancsára |                                                        | 4       |
|                                                                         | Piri Pasa                       | Adanai beglerbég, Bajazid támogatója |                                                        | 4       |
|                                                                         | Hikmet Ağa                      | Janicsár |                                                        | 4       |
|                                                                         | Musztafa pasa                   | Antakyai szandzsákbég, Fatma szultána egykori férje, Fatma szultána megmérgezi, és meghal |                                                        | 4       |
|                                                                         | Piri reisz                      | Oszmán török tengernagy és térképész |                                                        | 4       |
|                                                                         | Dimitri Efendi                  | Az alaşehiri birtok gazdája, Eftalia férje, Szelim kivégezteti, majd felgyújtatja a házukat |                                                        | 4       |
|                                                                         | Ferhat Ağa                      | A janicsárok új vezetője Ali Ağa kivégzése után, Szulejmán megöli | Seder Gábor                                            | 4       |
|                                                                         | Ali Efendi                      | Szőnyegárus a bazárban, Çafer Ağa barátja |                                                        | 4       |
|                                                                         | Yakup Ağa                       | Janicsár |                                                        | 4       |
|                                                                         | Eftalia Hatun                   | Szelim szeretője, Dimitri Efendi felesége, amikor kiderül, hogy férje Szelim szandzsákjában akarta őt elrejteni, Szelim kivégezteti a férjével együtt, majd rájuk gyújtatja a házukat |                                                        | 4       |
|                                                                         | Hasszán Ağa                     | Atmaca és Husein Çavus cinkosa Rüsztem ellen |                                                        | 4       |
|                                                                         | Abbaş                           | Elkas Mirza személyi testőre |                                                        | 4       |
|                                                                         | Çafer Ağa                       | Palotaőr, az uralkodó kapuőrségének vezetője, Atmaca megölte | Moser Károly                                           | 4       |
|                                                                         | Ömer Efendi                     | Piaci árus, Szümbül Ağa ismerőse |                                                        | 4       |
|                                                                         | Tufan Ağa                       | Janicsár, Ali Ağa megöli Rüsztem terve szerint |                                                        | 4       |
|                                                                         | Gafar Bég                       | Felderítő, akit Rüsztem a perzsa vidékre küldött |                                                        | 4       |
|                                                                         | Ali Ağa                         | Janicsár, Rüsztem cinkosa |                                                        | 4       |
|                                                                         | Hajdar Pasa                     | Kara Ahmed bizalmasa |                                                        | 4       |
|                                                                         | Beshir Ağa                      | Janicsár |                                                        | 4       |
|                                                                         | Begüm szultána                  | Tahmasz egyik húga |                                                        | 4       |
|                                                                         | Korkut Ağa                      | Janicsár, Atmaca bizalmasa |                                                        | 4       |
|                                                                         | Hasszán Reis                    | Mihrünissza bátyja |                                                        | 4       |
|                                                                         | Şirin Asli Leyla                | Egy fehér ruhás lány, aki a halála előtti látomásában rózsákat ad Çihangirnak |                                                        | 4       |
|                                                                         | Salih Ağa                       | Nurbanu cinkosa, akinek tanácsára Defne mérget tesz Bajazid ételébe |                                                        | 4       |
|                                                                         | Ogiée Giselen de Buzbek         | Ausztria királyi követe |                                                        | 4       |
|                                                                         | Üveys Paşa                      | Musztafa egykori fővezíre, Atmaca és Bajazid támogatója |                                                        | 4       |
|                                                                         | Ramazán Ağa                     | Szokoli Mehmed és Bajazid szolgálója |                                                        | 4       |
|                                                                         | Ferhat Pasa                     | Karamani beglerbég, Bajazid támogatója |                                                        | 4       |
|                                                                         | Izzet                           | Egy férfi, akiről Bajazid feltételezte, hogy aranyat vitt Ruméliába a lázadóknak, megölik |                                                        | 4       |
|                                                                         | Numan Çavus                     | Katonai vezető, aki Szulejmán és Rüsztem megbízásával közli Mahidevrannal Bursában, hogy Kara Ahmed-et kivégezték, és helyére újra Rüsztem került, valamint hogy az uralkodó minden vagyonától megfosztotta, továbbá kijelentette, hogy Nergissah szultánának Ankarába kell költöznie, és férjhez kell mennie az anatóliai beglerbéghez, Cenabi pasához |                                                        | 4       |
|                                                                         | Musztafa                        | Kudret Ağa unokája |                                                        | 4       |
|                                                                         | Anna                            | Defne szultána húga |                                                        | 4       |
|                                                                         | İşmail Ağa                      | Szokoli Mehmed cinkosa |                                                        | 4       |
|                                                                         | Mehmet                          | Bajazid herceg és Defne szultána fia, Szulejmán és Hürrem unokája, édesanyjával, Defnével együtt öngyilkos lett |                                                        | 4       |
|                                                                         | Sara Hatun                      | Gracia Mendes Nasi szolgálója és legfőbb bizalmasa, Mihrimah terve szerint megölték |                                                        | 4       |
|                                                                         | Çenabi Ahmet Pasa               | Anatóliai beglerbég, Bajazid támogatója |                                                        | 4       |
|                                                                         | Hadbíró Efendi                  | Ruméliai hadbíró |                                                        | 4       |
| Reha Özcan                                                              | Hüsrev Pasa                     | A szultán küldöttje, aki az oszmán delegáció tagjaként érkezett Kazvinba 1561 júliusában, a szultán megbízza őket, hogy egyezzenek meg Tahmasszal, és végezzenek Bajaziddel |                                                        | 4       |
|                                                                         | Mervan Çavus                    | I. Tahmászp perzsa sah követe | Seder Gábor                                            | 4       |
|                                                                         | Rijád Pasa                      | Az uralkodó tengerkapitánya, aki győzelmet arat Dzserba szigeténél |                                                        | 4       |
|                                                                         | Ali Ağa                         | Hüsrev Pasa szárnysegédje |                                                        | 4       |
|                                                                         | Cakircibasi Hasszán Ağa         | Şah szultána férje lesz az utolsó epizódban |                                                        | 4       |
|                                                                         | Mehmet                          | Şah szultána és Cakircibasi Hasszán Ağa fia, Szelim és Nurbanu unokája, a sorozat befejező epizódjában szerepelt |                                                        | 4       |
|                                                                         | Pijale                          | Gevherhán szultána férje lesz a befejező epizódban |                                                        | 4       |
|                                                                         | Mary                            | Szelim herceg ágyasa, a sorozatban egyszer tűnik fel a háremben, de ott sem szólaltatják meg. Nurbanu féltékeny rá, amiért állapotos lesz, a gyermeket Szelim tudta nélkül elveszi a lánytól, de háremhölgy marad |                                                        | 4       |

## Fogadtatás

### Törökországban

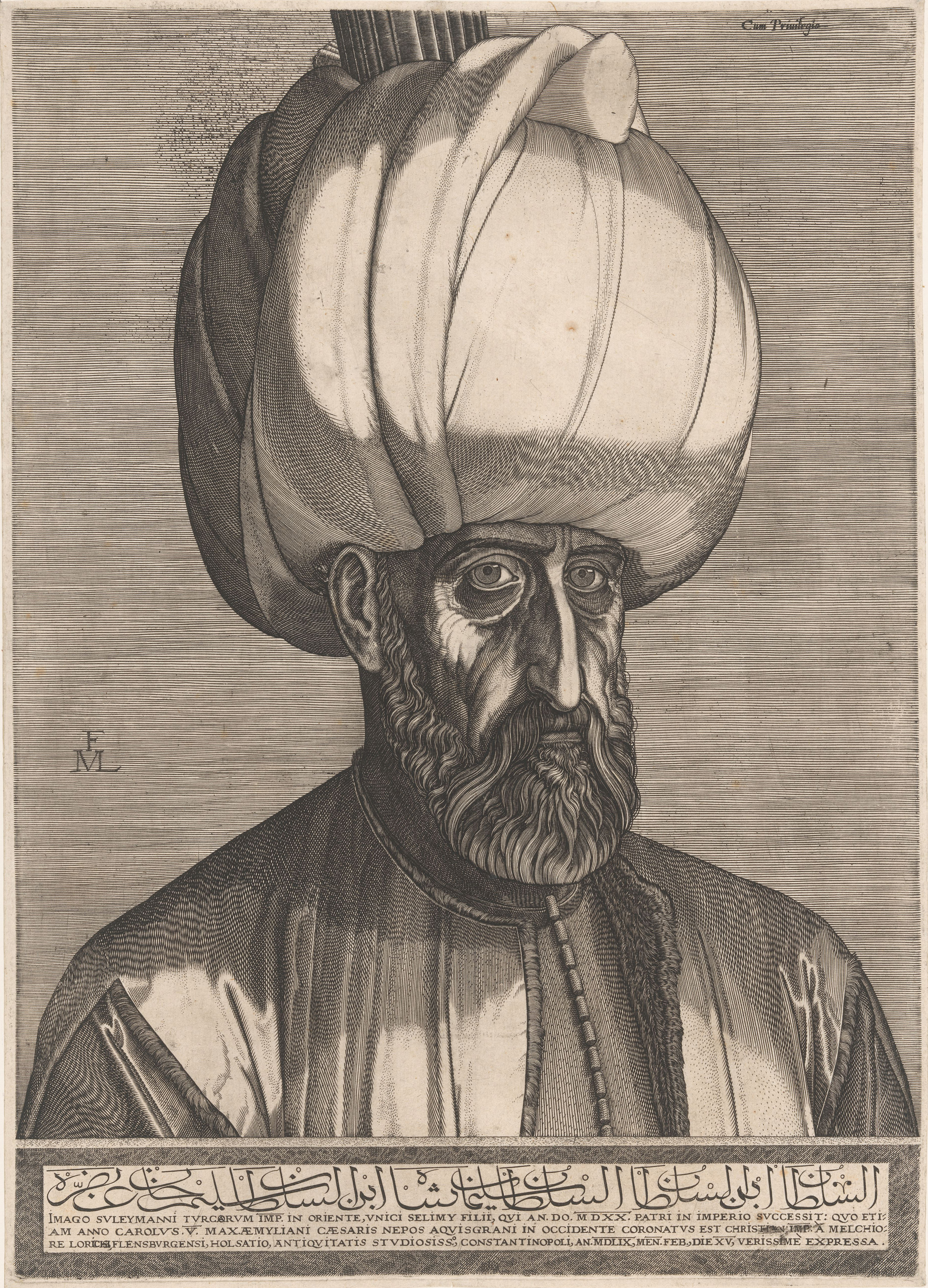
A történet középpontjában valós személy áll: I. Szulejmán oszmán szultán, aki Európában a „Magnificent” (nagyszerű, magasztos, dicsőséges) melléknevet, a muzulmán világban pedig az al-Kanuni (a Törvényhozó) melléknevet kapta

A sorozat körül viták alakultak ki, több néző panaszkodott, hogy „tiszteletlenül”, „illetlenül” és „hedonisztikusan” ábrázolja a nagy szultánt. Az RTÜK török Rádió és Televízió Tanács azt nyilatkozta, hogy több mint 70000 panasz érkezett hozzá a sorozattal kapcsolatosan és nyilvános bocsánatkérésre kötelezték a Show TV-t, amiért rosszul mutatják be „a történelmi személy magánéletét”. Recep Tayyip Erdoğan miniszterelnök elítélte a sorozatot, szerinte egy próbálkozás arra, hogy negatív fényben mutassák meg történelmüket a fiatalabb generációknak. A kormányzó Igazság és Fejlődés Pártja egyik képviselője, Oktay Saral tovább ment, és azzal fenyegetett, hogy betiltatja a „történelmi alakokat félreértelmező” sorozatokat, így a Szulejmánt. A török közélet több jeles képviselője pert indított a sorozat két rendezője, Yağmur és Durul Taylan, illetve a két főszereplő, a Szulejmánt és szerelmét, Hürremet alakító színészek, Halit Ergenç és Meryem Uzerli ellen. A vád szerint a színészek olyan jelenetekben szerepeltek, amelyeknek nincsen valóságalapjuk, illetve a szultánt rossz színben, negatív karakterként tüntetik fel. Az Isztambuli Ügyészség viszont ejtette a vádat. Indoklásuk szerint „Bár a sorozat történelmi alapokon nyugszik, de a forgatókönyvben fiktív események is felbukkannak. Ez nem jogellenes, csak izgalmasabbá teszik a sorozatot.”
Kisebb iszlamista és nacionalista csoportok tüntetéseket szerveztek a stúdióhoz, de a sorozat sikeres és következetesen magas nézettségű maradt.

### Nemzetközi fogadtatás
A Szulejmánt 2014-ben mintegy 200 millióan követték világszerte. Azóta ez a szám valószínűleg jelentősen emelkedett, hiszen számos országban később kezdték el vetíteni a sorozatot.
Görögországban a sorozat népszerűsége miatt, Szaloniki püspöke és az Arany Hajnal nacionalista párt emelte fel ellene a szavát, és azt tanácsolták a görögöknek, hogy senki se nézze, mivel az a törököknek való megadással ér fel.
Marokkóban sokan vizuálisnak és esztétikailag élvezetesnek tartották a nézését, ám a nézők ellentétes véleménnyel voltak a nemek és az oszmán uralkodók ábrázolásáról. Több marokkói abbahagyta a nézését, mert nem tetszett nekik a benne bemutatott erkölcs.
Észak-Macedóniában a török sorozatok olyan népszerűvé váltak, hogy a macedón országgyűlés, visszaszorítva a társadalomra gyakorolt török behatást, egy 2012-es rendeletben betiltotta ezeket a sorozatokat és hazai programokra cserélte azokat.
Magyarországon a Szulejmánt eleinte körülbelül egymillióan, a sorozat vége felé viszont körülbelül csak negyedmillióan nézték hétről hétre. Nagy negatív visszhangot váltott ki a rajongókból, amikor 2014 őszén az RTL Klub hat hétig szüneteltette a sorozatot.

## Főcím
Az első két évad során nem változott a főcím, majd a harmadik évadtól, a 64. résztől, magyar epizód szerint 121. rész, teljesen új főcímmel látható a sorozat, amelyben a sötét színek a jellemzőek, amely meg is maradt az utolsó epizódig. 

## Filmzenei album
A sorozat zenéit is tartalmazó filmzenei album 2013. május 14-én jelent meg. Az albumon Meryem Uzerli, Selma Ergeç, és Cansu Dere is énekelt. Az albumon összesen 33 szerzemény található.
A sorozatban a 2013-ig használt altatódalok és népdalok is szerepelnek az albumon, Meryem Uzerli, Selma Ergeç, Cansu Dere, Erkan Bektaş, Bekir Ünlüataer és Aytekin Ataş előadásában. Az albumot Meral Okay-nak szentelték. A megjelenés hetében a digitális médiában is megjelent.

## Fordítás
- Ez a szócikk részben vagy egészben  a   Muhteşem Yüzyıl című török Wikipédia-szócikk fordításán alapul.  Az eredeti cikk szerkesztőit annak laptörténete sorolja fel. Ez a jelzés csupán a megfogalmazás eredetét és a szerzői jogokat jelzi, nem szolgál a cikkben szereplő információk forrásmegjelöléseként.